# Kamichōjamachi-dōri
Le Kamichōjamachi-dōri (上長者町通, Kamichōjamachi-dōri) est une voie du centre-nord de Kyoto, dans l'arrondissement de Kamigyō. Orientée ouest-est, elle débute à une rue sans nom peu après le Senbon-dōri (en) et termine  au Karasuma-dōri (en).

## Description

### Situation
Le Kamichōjamachi-dōri est voie du centre-nord de Kyoto situé dans l'arrondissement de Kamigyo, suivant le Nakachōjamachi-dōri (中長者町通) et le Shimochōjamachi-dōri (下長者町通) et précédant l'artère commerciale du Nakadachiuri-dōri (中立売通). La rue entre en contact direct avec une des portes ouest du palais impérial.
La rue débute à Karasuma, mais bifurque au sud de 30 mètres au niveau de Horikawa. Cette dernière sépare la rue en deux bouts non-reliés ; il faut donc emprunter Nakadachiuri ou Shimochōjamachi pour revenir sur la rue. Elle poursuit vers l'ouest et devient de plus en plus étroite, pour terminer peu après Senbon. Cependant, certains fragments de rue peuvent y être associés. Kamichōjamachi mesure 1 600 mètres.

### Voies rencontrées
De l'ouest vers l'est, en sens unique. Les voies rencontrées de la droite sont mentionnées par (d), tandis que celles rencontrées de la gauche, par (g).
1. Rue sans nom
2. Senbon-dōri (en) (千本通)
3. Tsuchiyamachi-dōri (土屋町通)
4. Jōfukuji-dōri (浄福寺通)
5. (d) Rue sans nom
6. Uramon-dōri (裏門通)
7. Chiekōin-dōri (智恵光院通)
8. Higurashi-dōri (日暮通)
9. Matsuyachō-dōri (松屋町通)
10. Ōmiya-dōri (en) (大宮通)
11. Kyūōmiya-dōri (en) (旧大宮通)
12. Kuromon-dōri (黒門通)
13. Inokuma-dōri (ja) (猪熊通)
14. Yoshiyamachi-dōri (葭屋町通)
15. Horikawa-dōri (en) (堀川通)
16. Higashihorikawa-dōri (en) (東堀川通)
17. Rue sans nom
18. Aburanokōji-dōri (ja) (油小路通)
19. Ogawa-dōri (小川通)
20. Nishinotōin-dōri (ja) (西洞院通)
21. Shinmachi-dōri (ja) (新町通)
22. Muromachi-dōri (en) (室町通)
23. Karasuma-dōri (en) (烏丸通)

- Sources : (ja) Université Ritsumeikan Asia Pacific (en), « 近代京都オーバーレイマップ », sur Art Research Center,‎ 2022 (consulté le 20 octobre 2022).

## Odonymie
Le nom de la rue fait référence au lieu où elle se situe, un quartier anciennement habité par de riches notables de la ville, le « chōjamachi » (長者町) signifiant « quartier de chōjas (ja) », terme signifiant riches ou aînés. Le « Kami » signifie qu'elle est la rue du haut d'entre les trois rues (« Shimo » signifiant bas et « Naka » signifiant milieu).

## Histoire
À l'époque de la ville impériale, la voie portait les noms de boulevard Tsuchimikado (土御門大路, Tsuchimikado-ōji) et de rue Jōtomon (上東門通, Jōtomon-dōri). La rue mesurait alors dix jō (丈) de large, soit 30 mètres. Elle s'étendait alors du Jōtōmon (ja) (上東門), une des portes du Palais Heian, jusqu'à l'est.
Au XVe siècle, la voie et plusieurs autres de la ville sont détruites durant la guerre d'Ōnin. Toyotomi Hideyoshi entreprend alors de nombreuses réfections municipales qui voient l'apparition du Kamichōjamachi-dōri, ainsi que de ses rues sœurs du Nakachōjamachi-dōri et du Shimochōjamachi-dōri. La nouvelle rue mesure alors 2 100 mètres et s'étend de Karasuma au Shichihonmatsu-dōri (ja).
À l'Époque moderne, la rue est devenue une paisible voie résidentielle.

## Patrimoine et lieux d'intérêt
Après Horikawa, vers l'ouest, on peut y retrouver plusieurs maisons de ville traditionnelles. Au début de la rue, près de Senbon, se trouve le Senbon Nikkatsu (ja) (千本日活), un des premiers cinémas au Japon, ouvert en 1961,.
À l'est, à son aboutissant se trouve l'hôtel Kyoto Heian (京都平安ホテル), situé sur l'extrémité ouest du palais impérial. Au niveau de Shinmachi se trouve le Kōdō-kan (弘道館) de Kyoto, une école Han fondée en 1806.